# Јелакце
Јелакце је насеље у општини Лепосавић на Косову и Метохији. Површина катастарске општине Јелакце где је атар насеља износи 1.226 ha. Припада месној заједници Сочаница. Село се налази на истоку општине Лепосавић на граници према општини Куршумлија од Лепосавића удаљено 22 km. По положају спада у планинска села. Куће су лоциране у дубодолини по махалама. Око села с уздиже седам планинских висова. Под једним од висова су и баре Велико и Мало језеро. Надморска висина села је 1.104m. Куће у појединим махалама су толико збијене да је тешко одредити границе једног домаћинства. У атару села је и заселак Стржин. На једном од планинских венаца се налазе остаци утврђења па се може закључити да је на месту данашњег Јелакца некада било насеље. Село се први пут помиње 1315. године, у повељи краља Милутина манастиру Бањској. Претпоставља се да је у овом Јелакцу српски архиепископ Данило II подигао „сјајан двор“ са црквом Св. арханђела Михаила. Године 1395. српска кнегиња Милица даровала је Јелакце светогорском манастиру Светог Пантелејмона. Данас у селу постоје неиспитани остаци старе цркве, која би могла бити поменута задужбина архиепископа Данила II.

## Демографија
- попис становништва 1948: 184
- попис становништва 1953: 228
- попис становништва 1961: 283
- попис становништва 1971: 233
- попис становништва 1981: 154
- попис становништва 1991: 93

У селу 2004. године живи 91 становник. Данашње становништво чине родови: Миаиловићи,Вукојевићи, Савићи, Недељковићи, Милутиновићи, Милановићи.